# Diplonevra caudata
Diplonevra caudata är en tvåvingeart som beskrevs av Schmitz 1939. Diplonevra caudata ingår i släktet Diplonevra och familjen puckelflugor. Inga underarter finns listade i Catalogue of Life.